# هالی جانسون
هالی جانسون (به انگلیسی: Holly Johnson) (زاده ۹ فوریه ۱۹۶۰) خواننده انگلیسی است.